# Viru-Nigula
Viru-Nigula (em estoniano:  Viru-Nigula vald) é um município rural estoniano localizado na região de Lääne-Virumaa.